# ونرسبرگ (واشینگتن)
ونرسبرگ، واشینگتن (به انگلیسی: Venersborg, Washington) یک عوارض جغرافیایی و مکان مختص سرشماری در ایالات متحده آمریکا است که در شهرستان کلارک، واشینگتن واقع شده‌است.

## خصوصیات
ونرسبرگ ۲۷٫۸ کیلومترمربع مساحت و ۳٬۲۷۴ نفر جمعیت دارد و ۱۵۵ متر بالاتر از سطح دریا واقع شده‌است.